# Nasalização
Nasalização é um metaplasmo (um tipo de transformação linguística) que consiste na permuta de um fonema oral para nasal.
Exemplos:
- mortadela > "mortandela";
- mihi > mii > mi > mim.